# Alexandru Arșinel
Alexandru Arșinel (Dolhasca, 1939. június 4. – Bukarest, 2022. szeptember 29.) aromán származású román színész, énekes.

## Életútja
1939. június 4. született egy aromán családba a Suceava megyei Dolhascában.
A Színházi és Filmművészeti Intézetben szerzett diplomát Bukarestben. 1962-ben a marosvásárhelyi Nemzeti Színház újonnan alakult román tagozatán kezdte pályafutását. 1964-től a Constantin Tănase revüszínház társulatának a tagja volt. 1998-tól a Constantin Tănase magazinszínház igazgatója volt.
Színházi, szórakoztató és zenei előadások százaiban szerepelt, és számos zenei albumot adott ki. Nat King Cole, Frank Sinatra, Engelbert Humperdinck, Tom Jones és mások repertoárjából adott elő dalokat.

## Filmjei
- Ultimele zile ale verii (1976)
- Serenadă pentru etajul XII (1976)
- Anna és a tolvaj (Ana și "hoțul)" (1981)
- Ca-n filme (1983)
- Vară sentimentală (1985)
- A türkiz nyakék (Colierul de turcoaze) (1986)
- Anotimpul iubirii (1987)
- În fiecare zi mi-e dor de tine (1988)
- Muzica e viața mea (1988)
- Flăcăul cu o singură bretea (1991)
- Miss Litoral (1991)
- Konstantinápoly második eleste (A doua cădere a Constantinopolului) (1994)
- Paradisul în direct (1995)
- Sexy Harem Ada Kaleh (2001)
- Cuscrele (2005–2006)
- Rǎzboiul Sexelor (2007–2008)
- Regina (2008–2009)
- Moștenirea (2010–2011)
- Mindenki a mennybe megy (Toată lumea din familia noastră) (2012)
- O săptămână nebună (2014)
- Fetele lu domn profesor (2014)
- Un Crăciun altfel (2014)

Szinkronszerepek
- A dzsungel könyve (The Jungle Book) (1967) Balu
- Robin Hood (1973) Little John
- Verdák (Cars) (2006) seriff
- L’ecsó (Ratatouille) (2007) Auguste Gusteau
- Verdák 2. (Cars 2) (2011) seriff

## Fordítás
- Ez a szócikk részben vagy egészben  az   Alexandru Arșinel című román Wikipédia-szócikk ezen változatának fordításán alapul.  Az eredeti cikk szerkesztőit annak laptörténete sorolja fel. Ez a jelzés csupán a megfogalmazás eredetét és a szerzői jogokat jelzi, nem szolgál a cikkben szereplő információk forrásmegjelöléseként.